# 牟庭
牟庭（1759年—1832年），原名廷相，字陌人，号默人，山东栖霞人，清代数学家。

## 生平
乾隆二十四年（1759年）出生，七歲與胞兄牟贞相讀書于“小澥草堂”家塾，十九岁為贡生，山东学使赵鹿泉称之“山左第一秀才”，三十九岁以前，开始注解《尚书》，乾隆六十年（1795年）优贡，以后“应乡举者十八次，不得解略”。曾任观城縣训导，後以病辞官。精於考据。与牟应震、牟昌裕並稱“栖霞三牟”。與训诂学家郝懿行友好，受阮元的赏识。道光十二年（1832年）卒，著述虽丰，生前只刻行《楚辞述芳》。死後其作品《同文尚书》仍未定稿，其子牟房将书稿携至浙江刻版，遇太平军，再移回山东。王懿荣得其书稿，未及校刻，遇八国联军身死。1982年，齐鲁书社根据王献唐的描本刊印此書。著有《詩切》、《投壶算草》、《带纵和数立方算草》等五十餘種。